# Gino Caviezel
Gino Caviezel (Tomils, 23 giugno 1992) è uno sciatore alpino svizzero.

## Biografia

### Stagioni 2008-2014
Gino Caviezel, nato a Tomils e fratello di Mauro, a sua volta sciatore alpino di alto livello, ha fatto il suo esordio nel Circo bianco il 22 novembre 2007 partecipando a uno slalom speciale valido come gara FIS a Zinal, giungendo 34º. Ha debuttato in Coppa Europa il 7 gennaio 2011 a Wengen piazzandosi 53º in supergigante e in Coppa del Mondo il 18 dicembre 2011 disputando lo slalom gigante della Gran Risa in Val Badia, senza completarlo. Convocato per i Mondiali juniores di Roccaraso 2012, Caviezel ha ottenuto come miglior risultato il 5º posto nel supergigante.
Nel 2013 si è aggiudicato il primo podio in Coppa Europa nello slalom gigante tenutosi ad Arber, preceduto dallo statunitense Tim Jitloff e dal russo Pavel Trichičev, mentre ai Mondiali di Schladming 2013, sua prima partecipazione iridata, è stato 15º nello slalom gigante. Nello stesso anno ai Mondiali juniores del Québec ha conquistato la medaglia d'argento nella combinata; l'anno dopo ha preso parte alla sua prima edizione dei Giochi olimpici invernali, Soči 2014, classificandosi 30º nello slalom gigante.

### Stagioni 2015-2025
Il 1º dicembre 2014 ad Aspen in slalom gigante è salito per la prima volta sul podio in Nor-Am Cup (3º) e ai successivi Mondiali di Vail/Beaver Creek 2015 è stato 25º nello slalom gigante. Il 21 febbraio seguente a Nakiska ha vinto la sua prima gara di Nor-Am Cup, ancora uno slalom gigante; a fine stagione è risultato vincitore della classifica della specialità nel circuito continentale nordamericano. Il 20 gennaio 2017 ha ottenuto il primo successo in Coppa Europa, giungendo primo nello slalom gigante di Val-d'Isère in Francia; ai successivi Mondiali di Sankt Moritz 2017 si è classificato 15º nello slalom gigante.

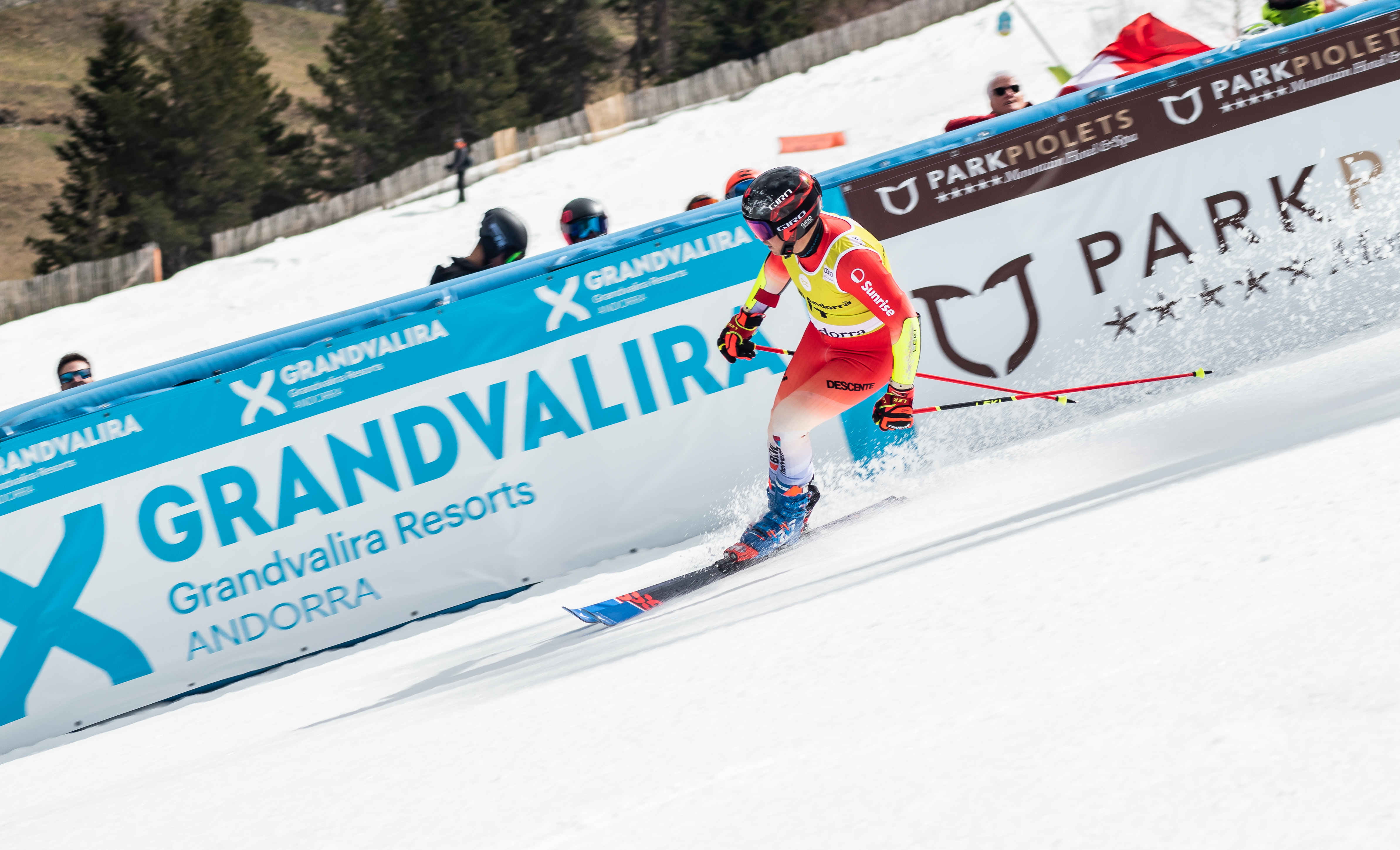
Gino Caviezel in gara a Soldeu/Grandvalira nel 2023

Ai XXIII Giochi olimpici invernali di Pyeongchang 2018 si è piazzato 15º nello slalom gigante e ai Mondiali di Åre 2019 non ha completato lo slalom gigante; il 18 ottobre 2020 ha conquistato a Sölden in slalom gigante il primo podio in Coppa del Mondo (3º) e ai successivi Mondiali di Cortina d'Ampezzo 2021 non ha completato lo slalom gigante e la combinata e non si è qualificato per la finale nello slalom parallelo. Ai XXIV Giochi olimpici invernali di Pechino 2022 si è classificato 16º nel supergigante, 7º nello slalom gigante e 6º nella gara a squadre e ai Mondiali di Courchevel/Méribel 2023 si è piazzato 9º nello slalom gigante, non ha completato il supergigante e non si è qualificato per la finale nel parallelo.

## Palmarès

### Mondiali juniores
- 1 medaglia:
  - 1 argento (combinata a Québec 2013)

### Coppa del Mondo
- Miglior piazzamento in classifica generale: 13º nel 2023
- 3 podi (1 in supergigante, 2 in slalom gigante):
  - 1 secondo posto (in slalom gigante)
  - 2 terzi posti (1 in supergigante, 1 in slalom gigante)

### Coppa Europa
- Miglior piazzamento in classifica generale: 7º nel 2014
- 11 podi:
  - 2 vittorie
  - 3 secondi posti
  - 6 terzi posti

#### Coppa Europa - vittorie
| Data             | Località              | Paese   | Specialità |
| ---------------- | --------------------- | ------- | ---------- |
| 20 gennaio 2017  | Val-d'Isère           | Francia | GS         |
| 20 dicembre 2018 | Altenmarkt-Zauchensee | Austria | SG         |

Legenda:

SG = supergigante

GS = slalom gigante

### Nor-Am Cup
- Miglior piazzamento in classifica generale: 12º nel 2015
- Vincitore della classifica di slalom gigante nel 2015
- 4 podi:
  - 1 vittoria
  - 1 secondo posto
  - 2 terzi posti

#### Nor-Am Cup - vittorie
| Data             | Località | Paese  | Specialità |
| ---------------- | -------- | ------ | ---------- |
| 21 febbraio 2015 | Nakiska  | Canada | GS         |

Legenda:

GS = slalom gigante

### Campionati svizzeri
- 11 medaglie[2]:
  - 3 ori (supergigante, slalom gigante nel 2017; slalom gigante nel 2017)
  - 6 argenti (supergigante nel 2012; slalom gigante nel 2013; slalom gigante nel 2014; discesa libera nel 2019; supergigante nel 2022; slalom gigante nel 2024)
  - 2 bronzi (slalom speciale, combinata nel 2015)